# První termodynamický zákon

První termodynamický zákon - tepelný stroj

První termodynamický zákon (také první termodynamický princip,
první hlavní věta termodynamická nebo nesprávně
první termodynamická věta) představuje ve fyzice formulaci zákona zachování energie.
Podle tohoto zákona je celková energie izolované soustavy stálá (časově neměnná). Energie v izolované soustavě nemůže samovolně vznikat ani zanikat. Druh energie se však může měnit, např. mechanická energie může přecházet na teplo apod.
První hlavní termodynamickou větu je tedy možno vyjádřit následujícím tvrzením.
Celkové množství energie (všech druhů) izolované soustavy zůstává zachováno.
Existují však i jiné formulace, např.
Nelze sestrojit stroj, který by trvale dodával mechanickou energii, aniž by spotřeboval odpovídající množství energie jiného druhu.
Tato formulace říká, že neexistuje tepelný stroj, který by porušoval zákon zachování energie tím, že by cyklicky vykonával mechanickou práci bez přísunu energie. Takový stroj se označuje jako perpetuum mobile prvního druhu.
Podle kinetické teorie lze tepelné děje v tělesech popsat jako mikroskopický mechanický pohyb, a proto by bylo možné mluvit o zachování mechanické energie. Poněvadž však sledujeme těleso na makroskopické úrovni, nepopisujeme (a ani nejsme schopni popsat) pohyb jednotlivých částic. Ačkoli se tedy jednotlivé částice pohybují, zůstává např. pevné těleso (z makroskopického hlediska) neměnné. V pohybu jednotlivých částic látky je obsažena určitá energie, která se nazývá vnitřní energie. Tato vnitřní energie záleží na pohybovém stavu částic a mění se pouze v případě, že tělesu jako celku je přidána nebo odebrána energie, a to ve formě tepla nebo mechanické energie nebo změny složení soustavy (chemická energie).

## Formulace zákona

### Obsah zákona
1. zákon termodynamiky vyjadřuje, že se zachovává energie, neboli že vnitřní energie U termodynamické soustavy je stavovou veličinou a její změnu ΔU mezi koncovým Uf a počátečním Ui stavem lze způsobit jen přidáním či odebráním různých forem energie, konkrétně výměnou tepla Q, vykonáním nebo dodáním práce W (zpravidla formou mechanické energie) nebo výměnou chemické energie Wch = Σ μ dn spojenou se změnou množství n látek tvořících soustavu (μ je tzv. chemický potenciál).

### Matematický zápis
Značíme-li změnu energie jako ΔU = Uf - Ui, teplo Q, práci W a chemickou práci Wch, pak
{\displaystyle \Delta U=Q+W+W_{\rm {ch}}}
Zde bereme, jak je v novější literatuře zvykem, kladně kteroukoli energii dodanou, záporně energii odebranou. (V době "filosofie parních strojů" se odebraná práce brala kladně, proto pozor v literatuře na znaménko u práce W. Také se neuvažovala změna počtu částic, takže zjednodušený zákon zněl ΔU = Q - W.)
První termodynamický zákon se často uvádí v diferenciálním tvaru
{\displaystyle {\rm {d}}U=\delta Q+\delta W\quad (+\delta W_{\rm {ch}})}
kde δ (někdy též přeškrtnuté d) u tepla a práce zdůrazňuje, že nejde o diferenciál stavové funkce, ale o infinitezimální změnu. Ta je popsatelná pro kvazistatické děje lineární kombinací diferenciálů jiných stavových proměnných (tzv. neúplný diferenciál), např. pro plyn δW = - p dV.
{\displaystyle {\rm {d}}U=T{\rm {d}}S-p{\rm {d}}V+\sum _{k}\mu _{k}{\rm {d}}n_{k}}
Výrazů pro práci obecně může spolu s -p dV být víc, např. φ dS pro povrchové napětí, E dD pro hustotu elektrické energie apod.

### Důsledky
- Hlavním historickým významem zákona bylo zjištění, že teplo není samostatná substance, ale druh energie.
- 1. termodynamický zákon vyjadřuje, že zákon zachování energie platí i při tepelných a chemických jevech (tj. při změně složení látek tvořících soustavu).
- Je-li soustava tepelně izolována, neboli Q = 0 a nemění-li se její složení, pak Uf - Ui = W neboli vnitřní energie se mění pouze konáním práce. Jedná se o adiabatický děj.
- Jestliže se během termodynamického děje nekoná žádná práce, neboli W = 0, pak ΔU = Q, neboli vnitřní energie se mění pouze díky tepelné výměně.